# América Futebol Clube (Recife)
L'América Futebol Clube, noto anche come América-PE o semplicemente come América, è una società calcistica brasiliana con sede nella città di Recife, capitale dello stato del Pernambuco.

## Storia
Il club è stato fondato il 12 aprile 1914. Ha vinto il Campionato Pernambucano nel 1918, nel 1919, nel 1921, nel 1922, nel 1927, e nel 1944. L'América ha partecipato al Campeonato Brasileiro Série B nel 1972, dove è stato eliminato alla seconda fase.

## Palmarès

### Competizioni statali
- Campionato Pernambucano: 6

1918, 1919, 1921, 1922, 1927, 1944